# Jean-Pierre Duvoisin
Pour les articles homonymes, voir Duvoisin.
Œuvres principales
- traduction en basque de la Bible
- Baigorriko Zazpi Liliak (1884-1885)

Jean Duvoisin dit Jean-Pierre Duvoisin, de pseudonyme Gazteluberri est né le 16 mai 1810 à Ainhoa et mort le 30 janvier 1891 à Ciboure. Il est capitaine de douane et écrivain basque français de langues basque et française.

## Biographie
Jean-Pierre Duvoisin est le fils de Jean-Baptiste Duvoisin, successivement capitaine, receveur-principal des douanes, maire et greffier de justice de paix à Espelette et, de Jeanne Gorostarsou de la maison Elizaldea à Espelette. 
Il étudie d'abord avec ses deux sœurs et son frère César sous la direction d'une sœur visitandine puis au séminaire de Larressore avec son frère. À vingt ans, il entre dans l'administration des douanes et atteint le grade de capitaine des douanes en siègeant à Saint-Jean-de-Luz ; il participe également à des élections. 
Antoine d’Abbadie d’Arrast l'employait dans ses Jeux floraux basques pour juger et couronner les plus belles poésies basques.

### Linguiste et traducteur
Amené à voyager dans toutes les parties du Pays basque cis-pyrénéen et doté d'une mémoire prodigieuse, il étudie les mœurs et usages des Basques mais surtout la langue (euskara) et ses nombreux dialectes. 
Après sa retraite en janvier 1859, il se consacre entièrement à l'étude des sciences et de la langue basque. Grâce à Antoine d'Abbadie, il rencontre à Saint-Jean-de-Luz, Louis-Lucien Bonaparte, spécialiste des dialectes basques. Jean-Pierre Duvoisin et l'abbé Emmanuel Inchauspé accompagnent le prince dans ses recherches à travers le Pays basque, en quête des dialectes et sous-dialectes du basque. Ils restèrent en contact en se visitant mutuellement ou en correspondant afin de discuter de l'étude de la langue basque et son orthographe. Jean-Pierre Duvoisin est en concurrence avec le linguiste basque B. Chaho.
Lorsqu'il meurt en 1891, l'écrivain et traducteur labourdin laisse plusieurs œuvres de traduction inédites comme le Don Quichotte de Cervantes, un dictionnaire, une grammaire, des articles d'histoire, etc.

#### Traducteur de textes religieux
Chronologiquement, il y a d'abord eu une traduction  de la Bible par Joannes Leizarraga (La Rochelle, 1571) puis celle du capitaine Duvoisin sous l'impulsion de L.-L. Bonaparte suivie de celle de J.A. Uriarte (pas encore publiée dans son intégralité). Ce sont les premières Bibles complètes en basque. La littérature orale témoigne de certaines parties de la Bible traduites en euskara (Cf. Pastorales) avant ces versions imprimées. La plupart des tentatives de traduction de l'ensemble de la Bible ou de parties de celle-ci avaient été menées par les protestants après celle de J. Leizarraga.
En 1856, le prince L.-L. Bonaparte avec la publication de la traduction de saint Mathieu par E. Inchauspé en souletin et Salaberry Ibarrola en bas-navarrais inaugure une nouvelle période. En arrivant au Pays basque, le prince constitue une équipe de collaborateurs dont Jean-Pierre Duvoisin est alors le premier. Il avait déjà traduit les textes bibliques et il préparait un dictionnaire. Les autres collaborateurs ont été : Jose Antonio Uriarte (1812-1869) d'Arrigorriaga, Klaudio Otaegi (1836-1890) de Zegama, Emmanuel Inchauspé (1815-1902) de Zunharreta, M. Salaberry d'Ibarrola, Etxenike Bruno (1820-1893) d'Urdax, l'abbé Casenave, Jose Antonio Azpiazu de Segura, Juan Eloi Udabe de Tolosa, Mariano Mendigatxa de Bidango, Prudentzio Hualde (1823-1879) de Bidango, Pedro José Samper de Jaurrieta, l'abbé Ibarnegarai, J.-B. Archu (1811-1881) d'Altzürükü. De tous ces collaborateurs, les deux premiers réalisèrent les premières traductions intégrales de la Bible, la première publiée en labourdin mais celle du second ne fut pas publiée.
Pour sa traduction en basque de la Bible, sur intervention du prince Bonaparte, il reçoit la croix de la Légion d‘honneur et une pension d’homme de lettres, le 18 mars 1865. Cependant, il se voit retirer sa pension par Jules Ferry en raison même de cette traduction. Fidèle à l'Église, sa devise était : Sit sermo vester : est, est : non, non.

### Membre de sociétés savantes
Il est membre correspondant de plusieurs sociétés savantes de part et d'autre des Pyrénées comme :
- la Société des Sciences Lettres et Arts de Pau,
- l’Institut religieux et littéraire d’Aix.